# Special Olympics Belize
Special Olympics Belize (englisch: Special Olympics Belize) ist der belizische Verband von Special Olympics International, der weltweit größten Sportbewegung für Menschen mit geistiger Beeinträchtigung und Mehrfachbeeinträchtigung. Ziel ist die sportliche Förderung dieser Personengruppe und die Sensibilisierung der Gesellschaft für sie. Außerdem betreut der Verband die belizischen Athletinnen und Athleten bei den Special Olympics Wettbewerben.

## Geschichte
Special Olympics Belize wurde 1991 mit Sitz in Belize City gegründet und 2005 anerkannt.

## Aktivitäten
2021 waren 85 Trainer bei Special Olympics Belize registriert.
Der Verband nahm 2022 an den Programmen Law Enforcement Torch Run (LETR), Athlete Leadership, Healthy Athletes, Young Athletes, Youth Activation Comittee, Camp Shriver und Unified Sports teil, die von Special Olympics International ins Leben gerufen worden waren.

### Sportarten
Folgende Sportarten wurden 2021 vom Verband angeboten:
- Basketball (Special Olympics)
- Boccia (Special Olympics)
- Fußball (Special Olympics)
- Leichtathletik (Special Olympics)
- Volleyball (Special Olympics)

### Teilnahme an Weltspielen vor 2020
(Quelle:)
- 2011 Special Olympics World Summer Games, Athen
- 2015 Special Olympics World Summer Games, Los Angeles, USA

### Teilnahme an den Special Olympics World Summer Games 2023 in Berlin
Special Olympics Belize nahm an den Special Olympics World Summer Games 2023 teil. Die Delegation aus 8 Personen wurde vor den Spielen im Rahmen des Host Town Program von Rottenburg am Neckar betreut. Das Team gewann bei diesen Weltspielen zwei Silbermedaillen und eine Bronzemedaille.